# Modelo DDS
El Sistema de Diseño de Diálogo (en inglés Dialogue Design System, DDS) es una estrategia de aprendizaje desarrollada en Japón por la Dra. Makino. Representa un método realista para salvar las diferencias entre los enfoques contemporáneos, centrados en el alumno y los enfoques tradicionales centrados en el profesor, en clases universitarias grandes.
Basado en el modelo de argumentación de Toulmin y con el apoyo de un recurso didáctico llamado tarjeta de ideas, se impulsa el fortalecimiento de capacidades argumentativas en los estudiantes, mismas que permiten al profesor, conocer el nivel de comprensión e investigación que desarrollan los estudiantes alrededor de un tema.

## Procedimiento para aplicar DDS
La aplicación de DDS, como base para construir un marco amplio de conocimiento que considere, no solo la construcción del significado de conceptos clave, sino también su valor y aplicación, se apoya en el siguiente procedimiento, de seis pasos:
1. El profesor presenta una tesis relacionada con el tema revisado en el momento.
2. Los estudiantes determinan si la tesis es verdadera o falsa y presentan los argumentos que sustentan dicha afirmación, en la tarjeta de ideas.
3. El profesor evalúa las tarjetas de ideas.
4. El profesor presenta al grupo los resultados obtenidos, enfatizando las ambigüedades y/o construcciones ilógicas que se presentaron en las tarjetas de ideas.
5. Los estudiantes construyen de manera colectiva un diálogo guiado, que da sustento teórico, de manera amplia, al tema de estudio.
6. El profesor hace un resumen de las discusiones y sugiere un resultado general del diálogo, esquematizado en la Cruz de Mensaje Construido (en inglés Message Construction Cross).

### Tarjeta de ideas
Las tarjetas de ideas están conformadas por los siguientes cuatro elementos:
- Tesis
- Valor (verdadero o falso)
- Argumentos
- Evidencias

Estos se evalúan de acuerdo a la fortaleza argumentativa y coherencia que existe entre los elementos.